# 策肋定广场 (里昂)
策肋定广场（Place des Célestins）是里昂第二区的一个广场，得名于曾在此驻扎的天主教修会策肋定会（1407-1778年）。附近有白莱果广场地铁站。广场属于被联合国教科文组织列为世界遗产的区域内。

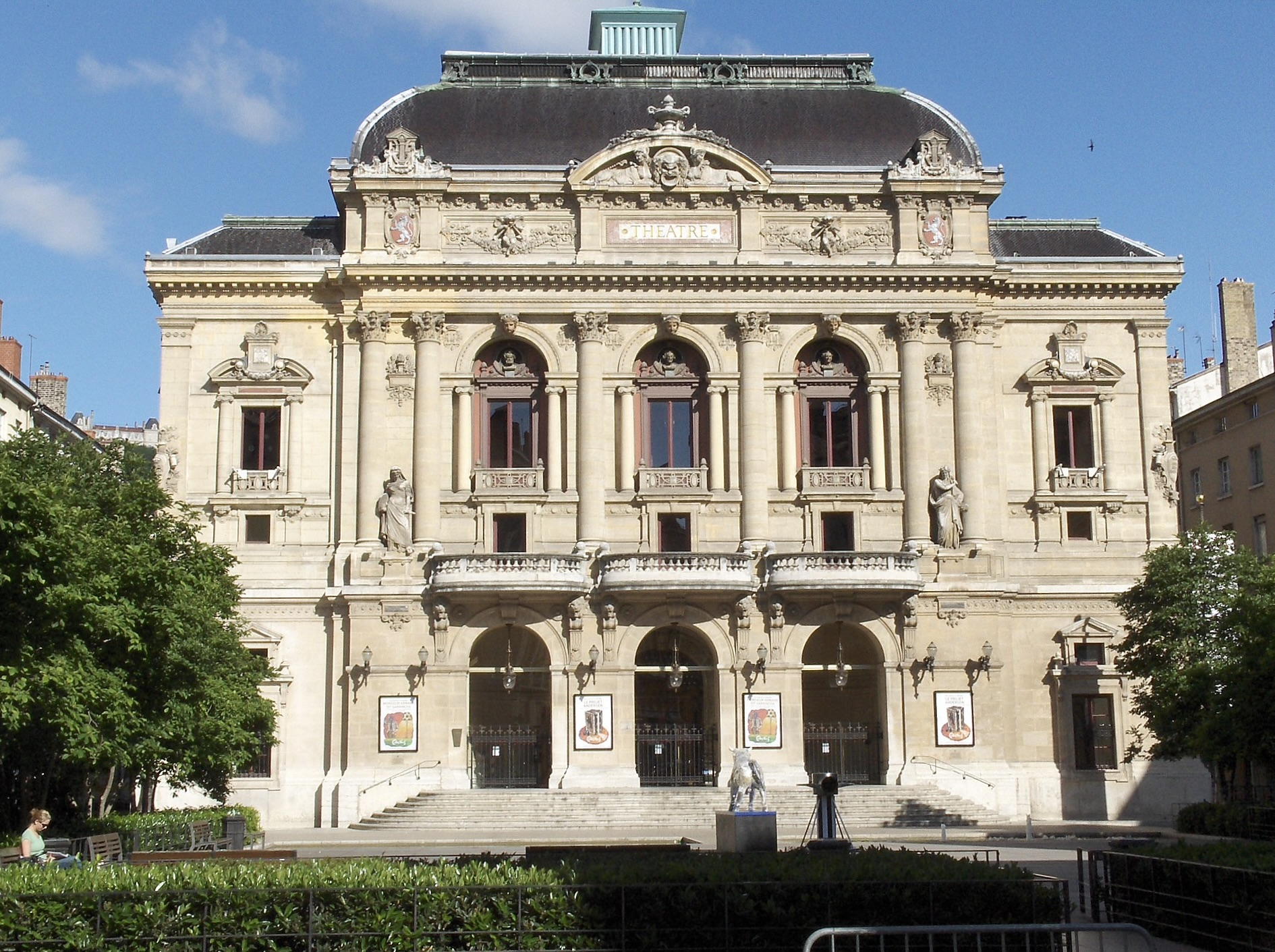
策肋定剧院

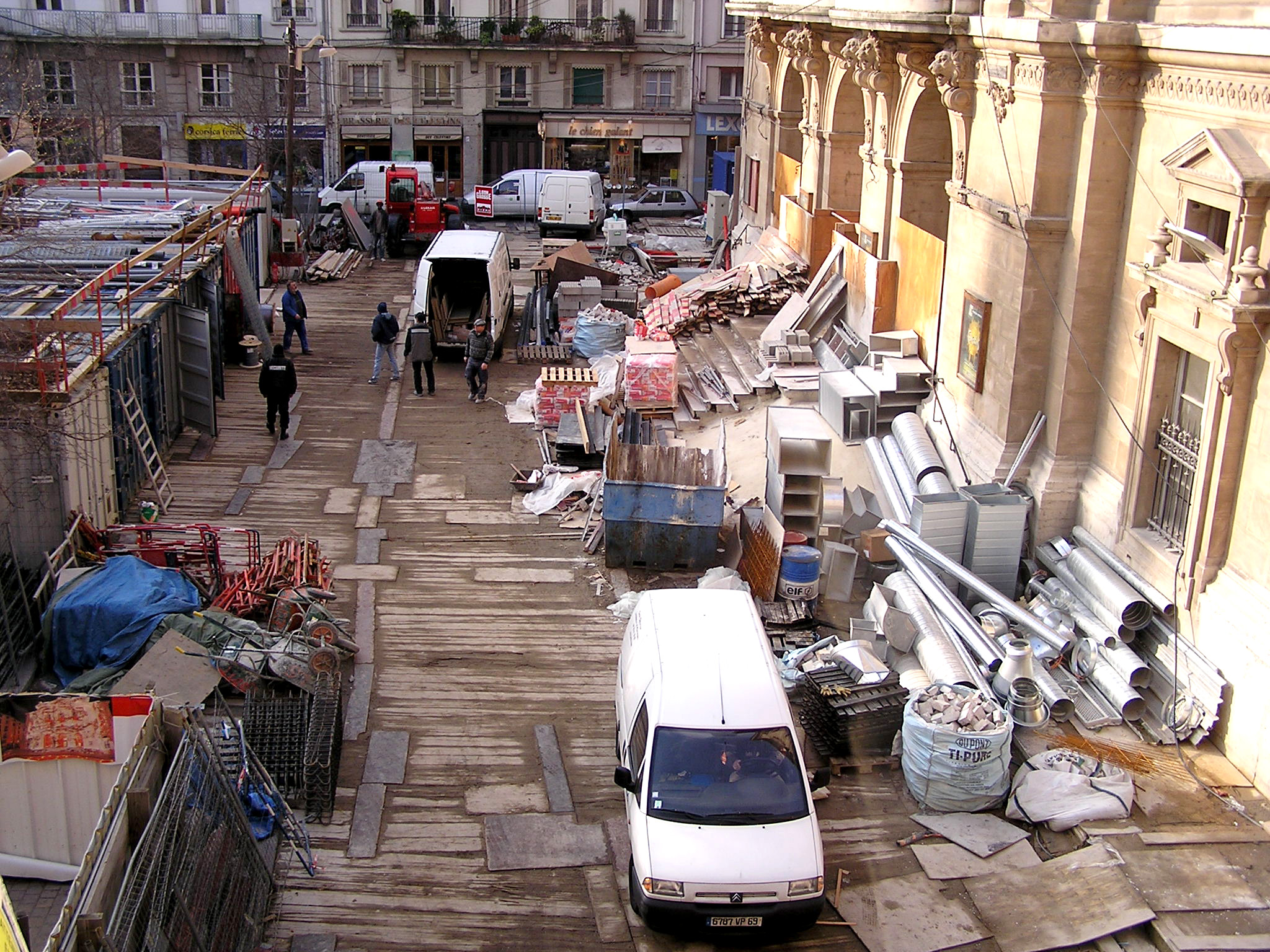
策肋定广场部分，2005年2月剧院翻新期间

## 历史
1307年以前，这片土地由圣殿骑士团拥有，他们在此设有一个指挥所。圣殿骑士团被驱逐后，策肋定会在此设立一个修道院，持续近400年。1778年拆除后，取而代之的住宅和剧院。1994-1995年开挖地下停车场时广场重建。
自18世纪以来，广场的外观几乎没有改变。 

## 著名建筑
广场上最显着的建筑物就是策肋定剧院，由加斯帕德安德烈设计，1877年开幕。